# Johanna Mikl-Leitner
Johanna Mikl-Leitner (ur. 9 lutego 1964 w Hollabrunn) – austriacka polityk, działaczka samorządowa, posłanka do Rady Narodowej, minister spraw wewnętrznych (2011–2016), starosta krajowy Dolnej Austrii (od 2017).

## Życiorys
W 1983 ukończyła szkołę średnią w Laa an der Thaya. W 1989 została absolwentką studiów pedagogiczno-biznesowych na Uniwersytecie Ekonomicznym w Wiedniu.
Pracowała jako nauczycielka, konsultantka ds. zarządzania, aplikantka w federacji przemysłu i wicedyrektor w wydawnictwie. Zaangażowała się w działalność polityczną w ramach Austriackiej Partii Ludowej, od 1995 stając się etatową działaczką partyjną. Była menedżerem ds. marketingu ÖVP w Dolnej Austrii, a w latach 1998–2003 przewodniczącą partii w tym kraju związkowym. Od 1999 do 2003 zasiadała w Radzie Narodowej. Kolejne osiem lat zajmowała stanowisko ministerialne w rządzie regionalnym Dolnej Austrii. W 2010 została wiceprzewodniczącą Zgromadzenia Regionów Europy.
21 kwietnia 2011 objęła urząd ministra spraw wewnętrznych w koalicyjnym rządzie Wernera Faymanna. W wyborach w 2013 ponownie została wybrana do austriackiego parlamentu. 16 grudnia 2013 zaprzysiężona na dotychczasowym stanowisku w drugim gabinecie Wernera Faymanna. Zakończyła urzędowanie 21 kwietnia 2016. Objęła wówczas stanowisko wiceprzewodniczącego regionalnego rządu Dolnej Austrii. 19 kwietnia 2017 została powołana na starostę krajowego Dolnej Austrii, zastępując Erwina Prölla. Utrzymywała tę funkcję po kolejnych wyborach w 2018 i 2023.

## Życie prywatne
Johanna Mikl-Leitner jest mężatką, ma dwie córki.